# モンゴメリー・ブレア

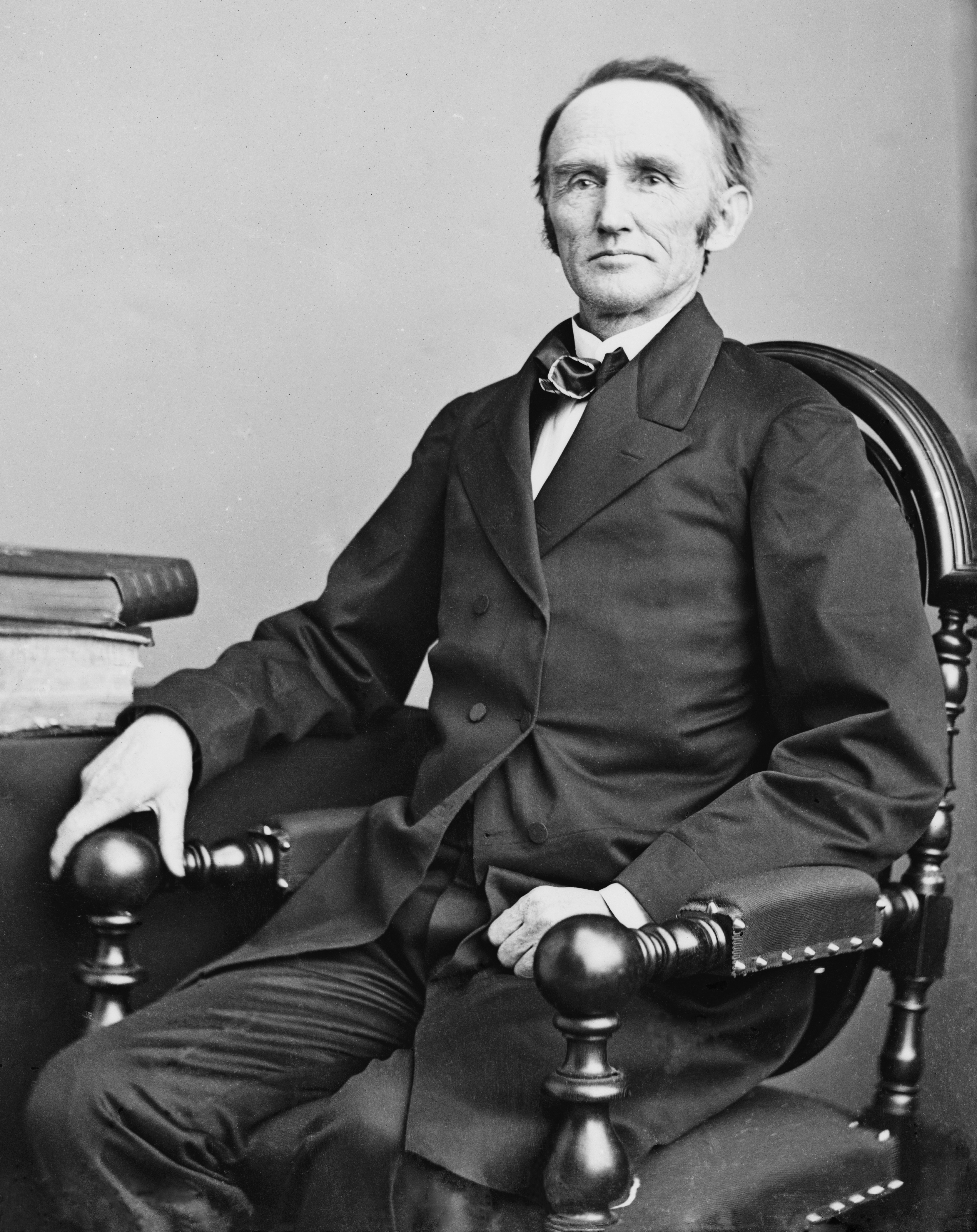
モンゴメリー・ブレア

モンゴメリー・ブレア（Montgomery Blair, 1813年5月10日 - 1883年7月27日）は、アメリカ合衆国の政治家。1861年から1864年まで第23代アメリカ合衆国郵政長官を務めた。フランシス・プレストン・ブレア・ジュニアの兄。

## 生い立ちと家族
1813年5月10日、ブレアはケンタッキー州フランクリン郡において、フランシス・プレストン・ブレア・シニアとエリザベス・ヴァイオレット・ギスト（Elizabeth Violet Gist、1795 - 1877）の息子として誕生した。ブレアは1835年に陸軍士官学校を卒業したが、セミノール戦争に1年参加した後の1836年5月20日にアメリカ陸軍を退役した。その後ブレアは法律を学び、1839年に弁護士として認可を受けた。そしてブレアはミズーリ州セントルイスで弁護士業を開業した。
1846年7月6日、ブレアはレヴィ・ウッドベリーの娘のメアリー・エリザベス・ウッドベリー（Mary Elizabeth Woodbury、1822 - 1875）と結婚した。

## 初期の公職
ブレアは1839年から1843年まで合衆国地方検察官を、1842年から1843年までセントルイス市長を、1843年から1849年まで民事訴訟裁判所裁判官を務めた。ブレアは1852年にメリーランド州へ移住し、合衆国最高裁判所での弁護士業に専念した。ブレアは1855年から1858年まで、請求裁判所における合衆国訟務官を務めた。そしてブレアは1857年のドレッド・スコット対サンフォード事件において、ジョージ・カーティスとともに原告の弁護士を務めた。

## リンカーン政権
1860年、ブレアは同年の大統領選挙においてエイブラハム・リンカーンを積極的に支持した。そしてリンカーンが大統領に当選すると、ブレアは郵政長官に任ぜられ、1864年9月まで同職を務めた。ブレアは郵政長官として、都市圏内における宅配業の自由化、郵便為替システムの導入、鉄道郵便車の採用といった改革を実行した。
この当時、世界各国の郵便制度の整備発展が促進される一方で、各国間の制度上の違いが運営上の障害ともなり始めていた。ブレアは郵便制度に関する基本的な事項を調整し、円滑な業務運行を促進することを提案し、1863年にパリで国際会議を開催した。この国際会議は1875年の万国郵便連合結成へとつながった。

## 晩年
南北戦争終戦後、ブレアは共和党の復興政策に反対し、民主党支持に転向した。ブレアは1878年にメリーランド州下院議員を務めた。また1882年にはメリーランド州から合衆国下院議員に立候補したが、敗北した。
1883年7月27日、ブレアはメリーランド州シルバースプリングで死去した。ブレアの遺体はワシントンD.C.のロック・クリーク墓地に埋葬された。

## 業績
- Speech on the Causes of the Rebellion (1864)
- Croly, Seymour and Blair: Their Lives and Services (1868)